# Музей „Сан Мартино“ (Неапол)
Националният музей „Сан Мартино“ (на италиански: Museo Nazionale di San Martino) в град Неапол, Италия, е открит за обществеността през 1866 г. в сградата на едноименния манастир. След обединението на Италия (1861) манастирът е включен в списъка на национализираните църковни имоти и обявен за национален паметник.
Под ръководството на археолога Джузепе Фиорели стаите на манастира са преустроени в музей, съхраняващ доказателства за живота на Неапол и южните кралства (Неаполитанско кралство и Сицилианско кралство образували Кралството на двете Сицилии).
Музеят, който е на два етажа, е достъпен от двата вътрешни двора на манастира.

## Първи етаж

### Аптека
Открита през пролетта на 2005 г. след сложни реставрационни работи, „Фармакопея“ или Аптеката на манастира според намерени документи датира от 1692 г. Тя е била за медицинско лечение, което е било не само за вътрешните нужди на манастира, както го изисква Правилото, но и за външната общественост. Таванът на аптеката има цикъл от стенописи от Паоло Де Матейс, изобразяващи „Свети Бруно, който се намесва с Дева Мария в защита на немощните хора“ (1699 г.).

### Секция „Лодки“
Отделът включва различни модели кралски лодки на неаполитанските крале, като лодките на Умберто I и на съпругата му Маргарита и прекрасна „Ланчя“ с 24 гребла, подарък на Карлос III от народа на Неапол. Освен това има и „Каико“, датиращ от втората половина на 18 век, дарен от турския султан Селим III на крал Фердинад I на Двете Сицилии.
- Кралската „Ланча“ с 24 гребла на Карлос III
- Кралската „Ланча“ с 14 гребла на Умберто I

### Залата на каляските
В тази зала се намират каляската на избрани представители на Неапол, най-старата в града, и каляската на Мария Кристина Савойска.
Каляската на избраните е създадена между края на ХVІІ и началото на ХVІІІ в., по нареждане на Съда на Сан Лоренцо, за да транспортира избрани представители на Неапол. Същата вероятно е английско производство, тъй като е открита старинна рисунка с индикации на английски език. Каляската играе много важна и емблематична роля в живота на населението, тъй като е използвана в най-значимите паради на Неапол, включително в Пиедигрота и Процеса на Корпус Домини. Всички външни декорации са в златни тонове и се позовават на народната традиция. Вратите са украсени с вази от декорирано метално фолио и медни щитове, върху които са изрисувани алегорични фигури. Картината върху щита отдясно изобразява справедливостта, но изображението върху щита отляво вече не е четливо. На гърба на каретата има друго изображение на жена с лъв в краката и вдясно ангел, който държи герб. На горния фриз, както отпред, така и отзад, е емблемата на Неапол, жълто и червено, със С (комуна), два ангела държат седалката на кочияша, облечена в червено кадифе, както и вътрешността на каляската, вероятно претапицирана в края на  XVIII век и след това в началото на XIX век. През 1865 г. Джузепе Фиорели иска каляската от кмета на Неапол, за да може да я изложи на публично място и от тогава се намира в Музея „Сан Мартино“.
Каляската на Мария Кристина Савойска е изработена през 1806 г. за крал Фердинанд VI, но е почти сигурно, че е ползвана от Жоашен Мюра в периода 1808 – 1815 г., когато е назначен от Наполеон I за крал на Неаполитанско кралство. След 1815 г. каляската е ползвана от крал Фердинад I на Двете Сицилии и първата му съпруга Мария Кристина Савойска. Изработена за Бурбоните, каляската е използвана от тях до края на Кралството на Двете Сицилии, а след това с обединението на Италия преминава в употреба на Савойската династия. Каляската представя характерните особености на неаполитанска традиция, купето е покрито с позлатено бронзово фолио и всички декорации и тъкани са в златни тонове. Украсена с дървени резби, изобразяващи алегорични мотиви и символи на кралството на Бурбоните, а отгоре има дървена статуя, която възпроизвежда символите на короната, подкрепени от два ангела.
Тъй като залата е без предна стена, каляските са изложени на атмосферните влияния и прах, което ги разрушава. Влажният и солен морски въздух нанасят щети на металните части, а прахта се наслоява по тапицериите.
В залата са прикрепени към стените и кралските и гербове, изработени от мрамор.

### Секция „Рождество“
В тази зала в миналото се е помещавала кухнята на манастира, до която се достига, преминавайки по коридор свързващ двете крила на бившия манастир.
Най-известно и добре направено презепе (на италиански: presepiale), т.е. рождественска цена, в колекцията е това на Кучинело, дарил го на музея през 1879 г., представляващо монументална колекция от овчари и животни, сценично подредени в специално изработена пещера.
Има и други презепи, някои от които особено малки, свързани с трите основни сцени на Рождество Христово и Благовещението на овчарите, съхранявани в оригиналните им стъклени кутии.

### Куарто дел приоре
В тези зали се влиза през залата на каляските.
Стените и таваните на залите са изпълнени с прекрасни фрески, а подът е майолика от осемнадесети век. Тук е поместена и галерия картини от XVII и XVIII век с произведения на Пачеко де Роза, Андреа Вакаро, Батистело Карачоло, Артемизия Джентилески, Мико Спадаро и Масимо Станционе. Една от залите съдържа и колекция от хладно оръжие и огнестрелно оръжие. В друга зала е изложена колекция остриета на огнестрелни оръжия, включително и китайско оръдие от седемнадесети век, наричано „маршал с чудодейни резултати“.
Някога открития двор е украсяван от мраморна скулптура, изработена от Пиетро Бернини, изобразяваща „Мадоната с Младенеца и Свети Йоан“. В наши дни тази скулптура както и скулптурата „Свети Мартин споделя плаща си с бедния“, също произведение на Пиетро Бернини, са изложени във вътрешните зали.

### Градини
Достъпни от Куарто дел приоре и залата на каляските, градините на бившия манастир позволяват живописна панорамна гледка към красивия Неаполитански залив. По алеята има четиринадесет спирки на Кръстен път, отбелязани в подпорната стена.

### Галерия на манастира
В тази зала са запазени всички предмети, които свидетелстват за живота на манастира, от портрети на монаси до стъклопис, огледала, както и испанско и боядисано неаполитанско стъкло.

### Секция на историческите свидетелства за Кралство Неапол
Основно ядро на музея, историческата част, която включва свидетелства за политическата, икономическата и социалната история на Кралство Неапол чрез картини, скулптури, обзавеждане, медали, миниатюри, почести, оръжия и реликви.
Едно от най-важните исторически свидетелства за топографската еволюция на Неапол е дадено от прочутата картина „Тавола Строци“, почти една снимка на града в средата на XV век. Преди години картината която е била собственост на сем. Строци от Флоренция, е закупена от държавата и изложена в музея.
Разполага с картини на гледки и реални обекти, портретите на Бурбоните, документи, монети, оръжия и картини на Филипо Спадай и Салваторе Фергола, включително голямото платно изобразяващо „Откриване на железопътната линия Неапол – Портичи“, както и спомени от 1848 г. с портретите на папа Пий IX и персонажи от Рисорджименто. Има интересни картини на Мико Спадаро – „Убийството на Джузепе Карафа“ от 1647 г., „Чумата“ от 1656 г. и „Ларго дел Меркатело“, а от неизвестен художник „Съдът на викарията“ по времето на Мазаниело , и „Пиаца дел Кармине“.
Една цяла зала е посветена на Карлос III, крал на Неапол от 1734 до 1759 г., а след това крал на Испания. Тя съдържа поредица от портрети на Карлос III и неговата съпруга Мария-Амалия Саксонска, тъкани от коприна неаполитанско производство и копие на портрет на Карлос III като крал на Испания, рисуван от Франсиско Гоя.
В друга зала са историческите свидетелства за Неаполитанската република от 1799 г.

## Втори етаж

### Галерия „XIX век“
В галерията са изложени около 950 картини от Школата в Позилипо, събрани благодарение на различни дарения, които неаполитанската буржоазия извършва през годините. В галерията са изложени картини на неаполитански майстори на четката като, Франческо Нети, Микеле Камарано, Джачинто Джиганте, Винченцо Миляро, Доменико Морели, Едоардо Далболо, Габриеле Змарджази, Луиджи Фергола, Гаетано Джиганте, Антон Сминк ван Питло.

### Секция „Декоративни изкуства“
Има експонирани майолика, порцелан, стъкло и скъпоценни предмети. Също така и колекцията на Орилия, включваща порцеланови изделия, произведени във фабриките в Каподимонте, Ел Ретиро, Майсен, както и табакери и ветрила. Мария Тереза Орилия прави дарението през 1953 г. в памет на съпруга си Марчело.

### Театрална секция
В тази секция са изложени картини и рисунки, които се отнасят до театър „Сан Карло“, Неапол. Заслужава да се отбележи и малка картинка, изобразяваща завесата на театъра от „1854“ г., два великолепни модела на театъра, малки брошури и визитни картички на основните театрални дейци.

### Секция „Ализио“
Това е последната частна колекция, придобита от музея. Дарена на държавата от Джанкарло Ализио и от сестрите Алма и Джована през 2001 г., колекцията става част от музейните експонати през 2004 г., съставляваща около сто картини и акварели, художествени произведения от XVII до XIX век.

### Секция с разпечатки и чертежи
Колекцията е на същото ниво като тази в Музей „Каподимонте“, като са изложени около  16 хил. екземпляра, включващи скици на известни художници, множество сценографии от театър „Сан Карло“, няколко портрета на известни неаполитански граждани и исторически топографски чертежи на Неапол.

## Слънчеви часовници
В музейния комплекс на Сан Мартино има три много древни слънчеви часовника, които са служели за отбелязване на часа, благоприятствайки навремените молитви на монасите.

## Експонати
- „Свети Мартин споделя плаща си с бедния“, Пиетро Бернини
- „Мадоната с Младенеца и Свети Йоан“, Пиетро Бернини
- „Принцесата на Сант Антимо“, Франческо Айец
- „Портрет на Масаниело“, Онофрио Палумбо
- „Откриване на железопътната линия Неапол – Портичи“, Салваторе Фергола
- „Ларго дел Меркатело“, Мико Спадаро
- „Измиване на краката“, Батистело Карачоло